# GParted
GParted (voluit: Gnome Partition Editor) is een programma om partities op de harde schijf te creëren, verwijderen, formatteren, verplaatsen, verkleinen en vergroten, controleren en kopiëren, met als doel het reorganiseren van een harde schijf. Het is een GUI (of frontend) voor GNU Parted en is het officiële partitieprogramma van GNOME.

## Bijzonderheden
GParted is geschreven in C++ en maakt gebruik van gtkmm als grafische hulpmiddel. De algemene benadering is dat de grafische interface zo eenvoudig mogelijk moet zijn zodat vrijwel iedereen ermee overweg kan.
Er zijn ook live-cd- en LiveUSB-versies beschikbaar, gebaseerd op Debian. GParted is ook beschikbaar op live-cd's van diverse Linuxdistributies, meestal met als doel de harde schijf in te richten voor het gebruik van hun systeem.
GParted bevat volgende functies:
- vergroten en verkleinen van paritities
  - online resize sinds versie 0.17 (vereist speciale versie libparted, Linuxkernel 3.6+ en een configuratieswitch)
- herkennen van Linux Swap Suspend en Software RAID-partities
- partitietabel aanmaken volgens verschillende schema's (MS-DOS, GPT)

Een vergelijkbaar programma is KDE Partition Manager.

## Ondersteunde bestandssystemen
|          | Detecteren | Lezen | Maken | Vergroten    | Verkleinen   | Verplaatsen | Kopiëren | Controleren |
| -------- | ---------- | ----- | ----- | ------------ | ------------ | ----------- | -------- | ----------- |
| ext2     | Ja         | Ja    | Ja    | Ja           | Ja           | Ja          | Ja       | Ja          |
| ext3     | Ja         | Ja    | Ja    | Ja           | Ja           | Ja          | Ja       | Ja          |
| Extended | Ja         | Ja    | Ja    | Gedeeltelijk | Gedeeltelijk | Nee         | Nee      | Nee         |
| FAT16    | Ja         | Ja    | Ja    | Ja           | Ja           | Ja          | Ja       | Ja          |
| FAT32    | Ja         | Ja    | Ja    | Ja           | Ja           | Ja          | Ja       | Ja          |
| HFS      | Ja         | Ja    | Ja    | Nee          | Ja           | Ja          | Ja       | Nee         |
| HFS+     | Ja         | Ja    | Nee   | Nee          | Ja           | Ja          | Ja       | Nee         |
| JFS      | Ja         | Ja    | Ja    | Ja           | Nee          | Ja          | Ja       | Ja          |
| swap     | Ja         | Nee   | Ja    | Ja           | Ja           | Ja          | Ja       | Nee         |
| NTFS     | Ja         | Ja    | Ja    | Ja           | Ja           | Ja          | Ja       | Ja          |
| Reiser4  | Ja         | Ja    | Ja    | Nee          | Nee          | Ja          | Ja       | Ja          |
| ReiserFS | Ja         | Ja    | Ja    | Ja           | Ja           | Ja          | Ja       | Ja          |
| UFS      | Ja         | Nee   | Nee   | Nee          | Nee          | Ja          | Ja       | Nee         |
| XFS      | Ja         | Ja    | Ja    | Ja           | Gedeeltelijk | Ja          | Ja       | Ja          |